# Naturschutzgebiet Hallerstein
Das Naturschutzgebiet Hallerstein mit einer Größe von 2,83 ha liegt östlich Wülfte im Stadtgebiet von Brilon. Das Gebiet wurde 2008 mit dem Landschaftsplan Briloner Hochfläche durch den Hochsauerlandkreis als Naturschutzgebiet (NSG) ausgewiesen. Es ist eines von 31 Naturschutzgebieten in Brilon, welche zur Gruppe der Kalkkuppen mit speziellen Verboten gehören.

## Gebietsbeschreibung
Beim NSG handelt es sich um der Bergkuppen Hallerstein mit einem steilen Felsband mit Hangmischwald in Nordwest-Exposition. An der Kuppen treten Felsen offen zu Tage. Die Kalkfelsen sind teils mit typischer Moos- und Farnvegetation bewachsen, aber größere Bereiche der senkrechten Steilwände sind vegetationsfrei. Am Hallerstein erreichen die Felsen eine Höhe von zehn Meter. Unterhalb der Felsen haben sich Blockschutthalden gebildet, die mit einem von Eschen dominierten Hangmischwald bestockt sind. Das NSG wird von Wald bedeckt mit zahlreiche Altbäume mit starkem und sehr starkem Baumholz. In der Umgebung dominieren intensiv genutzte Äcker.
Es wurden Pflanzenarten wie Braunstieliger Streifenfarn, Gefleckter Aronstab, Gemeiner Tüpfelfarn, Gewöhnlicher Wurmfarn, Großes Mausschwanzmoos, Mauerraute, Neckera complanata, Neckermoos, Nickendes Leimkraut, Purpur-Fetthenne, Scharfer Mauerpfeffer, Wald-Bingelkraut und Weiches Kammmoos nachgewiesen.

## Schutzzweck
Schutzzweck ist die Erhaltung des Waldes im NSG. Wie bei allen Naturschutzgebieten in Deutschland wurde in der Schutzausweisung darauf hingewiesen, dass das Gebiet „wegen der Seltenheit, besonderen Eigenart und Schönheit des Gebietes“ zum Naturschutzgebiet wurde. Der Landschaftsplan führt zum Schutzzweck auf: „Erhaltung und Optimierung eines (tlw. potenziell) artenreichen Hangmischwaldes mit Schluchtwaldanklängen und mit dem typischen Inventar auch seltener und gefährdeter Pflanzenarten; Schutz der Lebensraumqualität der flachgründigen, felsenreichen Sonderstandorte und Karstlebensräume für die darauf angewiesene, tlw. gefährdete Fauna; Sicherung eines ortsnahen, naturraumtypischen Landschaftselementes der Briloner Hochfläche und seines Beitrags zur Vielfalt im Landschaftsbild.“